# Ügynök (titkosszolgálattal együttműködő személy)
Az ügynök szó jelentése a titkosszolgálatokkal összefüggésben sem egyértelmű. A magyar, és a témában meghatározó irodalommal rendelkező több más nyelvben (német, orosz, francia, de a szigetországi angol esetében is) a szó megfelelői ((németül) Agent, (franciául) agent, (oroszul) агент, (angolul) agent) hagyományosan a titkosszolgálatokkal együttműködő külső személyt jelentenek. A 20. század vége felé azonban mindezen nyelvekben megjelent – főleg a krimiirodalom, a filmek révén – a szó amerikai angol nyelvű értelmezése, ami elsősorban a titkosszolgálatok (és más rendőri szervek) hivatásos tagjait jelöli. (A mai amerikai angolban a titkosszolgálattal együttműködő külső személyek elnevezése source (intelligence) vagy asset (intelligence).) Ezért a 21. század elején a magyar nyelvben is keveredik a kétféle értelmezés, a hivatásos tiszt és a beszervezett személy jelentése. Tekintettel arra, hogy ezen változások után is megmaradt az ügynök szó pejoratív csengése a magyar nyelvben, a tiszt szó pedig kedvezőbb benyomást kelt, ezért a kommunikációban inkább az ügynök szót használják a titkosszolgálati tisztekre is, amikor negatív képet akarnak festeni (lásd Medgyessy Péter esete).
A szó jelentés-változásainak érdekessége, hogy újabb amerikai tv-sorozatok már a CIA tisztjeiről beszélnek, de a magyar szinkronban ezt a korábbiak szerint ügynöknek fordítják. (FUBAR (televíziós sorozat))
Jelen cikk a titkosszolgálatokkal együttműködő, beszervezett, a hivatásos tartótiszt által foglalkoztatott személy értelmében foglalkozik az ügynökökkel.
Az ügynökök beszervezésének alapjai háromfélék (és ezek egyedi kombinációi) lehetnek: anyagi (pénz); ideológiai (eszmei egyetértés); és zsarolás.
Az általában hálózatba szervezett ügynökök foglalkoztatása a legtöbb titkosszolgálat számára, de különösen az emberi erőforrásokra alapuló hírszerzési ágazat, a HUMINT számára alapvető fontosságú. Hagyományosan nagy számban alkalmazza az ügynököket a kémelhárítás és a belső elhárítás (alkotmányvédelem, terrorelhárítás) is.
A rendszerváltás utáni magyarországi ügynökkérdés, az úgynevezett ügynöklisták nyilvánosságra hozatalával kapcsolatos vita elsősorban az államszocializmus idejében, a belső elhárítás (Belügyminisztérium III/III. Csoportfőnökség) által foglalkoztatott személyekkel kapcsolatos.
A titkosszolgálatok szóhasználata, szakmai nyelvezete, kifejezései, zsargonja – éppen tevékenységük titkossága miatt – országokon, nyelvterületeken belül is erősen különböző, az adott konkrét szolgálatok belső világára jellemző.

## Fogalma, fajtái
Az ügynök egy rövid meghatározás szerint egy titkosszolgálat által beszervezett személy, akinek van nyilvántartási kartonja és ő maga is tudja, hogy a szolgálatnak dolgozik.
Az ügynökök lehetnek magyar vagy külföldi állampolgárok – utóbbiak értelemszerűen a hírszerzés vagy ritkán a kémelhárítás (az úgynevezett támadólagos elhárítás) ügynökei.
A rendszerváltás előtti magyar titkosszolgálatok magyar állampolgár ügynökeinek kategóriái: „titkos munkatárs” (TMT), akinek fontos információszerző lehetőségei vannak és tudatosan, esetenként kezdeményezően dolgozik a titkosszolgálatok számára; és a titkos megbízott (TMB), aki ugyancsak tudatosan, de csak kevésbé fontos feladatokat végez. A zsarolás révén beszervezett személyek esetében nem alkalmaztak ilyen eufemizmusokat, őket ügynökként (Ü) tartották nyilván. Emellett a titkosszolgálatoknak vannak úgynevezett „társadalmi kapcsolatai”, akik ugyancsak tudatosan működnek együtt, de rangjuk, tekintélyük vagy más okok miatt eltekintettek a beszervezésüktől és egyenlő félként konzultálnak velük, valamint alkalmi kapcsolatai, akikkel nem rendszeres az együttműködés. Olyan esetek is vannak, amikor a titkosszolgálatot segítő személy nincs tudatában tevékenysége tényleges tartalmának, jellegének.

## A magyar katonai hírszerzés ügynökeinek típusai
Az ügynökök beszervezését megelőzi a megfelelő személyek keresése (tippkutatás), az alkalmasnak tűnő célszemélyek tanulmányozása. Már e folyamat során az illető (hazai) személyt előzetesen a hazai szolgálatok közös nyilvántartásába veszik (priorálás), elsősorban azért, hogy egy ígéretes jelöltet nehogy véletlenül egy konkurens szerv már előbb beszervezzen. Az ügynök kifejezést a beszervezés során – a szó pejoratív hangulata miatt – általában nem alkalmazzák. Az MNVK 2. Csoportfőnökség szóhasználatában ezt a kifejezést a „megnyert személy” fordulattal helyettesítették. Külföldön az ügynököket az illegális hírszerzés keretében foglalkoztatják.
A magyar katonai hírszerzés ügynökei a foglalkoztatás területei szerint többfélék lehetnek:
- Forrás a neve azoknak az ügynököknek, akik a katonai hírszerzést érdeklő területen közvetlen hozzáféréssel rendelkeznek titkos információkhoz.
- Objektum lefogó az az ügynök, aki egy nagy jelentőségű katonai objektumban vagy annak közelében él vagy dolgozik, így képes az ottani tevékenységet (elsősorban a magasabb harckészültségbe helyezést) megfigyelni és arról jelenteni.
- Célországbeli kutató az az ügynök, aki kapcsolatai révén képes olyan személyeket (tippeket) felkutatni, akik alkalmasak, hasznosak lehetnek az együttműködésre.
- Összekötő futár az az ügynök, aki önálló hírszerző lehetőséggel nem rendelkezik, de segíteni tud az információk rejtett továbbításában a forrástól a hírszerző központig.
- Rádiós értelemszerűen az a személy, aki az információk rádiós vagy más technikai eszközzel történő továbbítására képes.

További ügynök-kategóriákhoz tartoznak azok a személyek, akik „postaládát” működtetnek, vagy titkos lakást („K-lakás” a konspiráció szóból) tartanak fenn a hírszerzés céljaira.

## Kapcsolódó szócikk
- SZT-tiszt